# NGC 4894
NGC 4894 este o galaxie lenticulară situată în constelația Părul Berenicei. A fost descoperită în 30 martie 1827 de către John Herschel. Se află la o distanță de 60,81 de megaparseci de Pământ.